# Polygonum jurii
Polygonum jurii là một loài thực vật có hoa trong họ Rau răm. Loài này được A.K. Skvortsov miêu tả khoa học đầu tiên.